# Българска поляна
Българска поляна е село в Южна България. То се намира в община Тополовград, област Хасково.

## География
Село Българска поляна се намира в Сакар планина.

## История
Заселването на село Българска поляна става след Първото търновско въстание през 1596 г., когато група българи от едно софийско село убили турски спахия, пазейки честта на младо момиче. Групата била принудена да избяга и след един месец опасно пътуване стигнали до едно подножие в западната част на връх Вишеград. Тук българите се заселили на една широка поляна, а местните турски власти нарекли селището „Гяур алан“ (Българска поляна). Тъй като мястото се намирало дълбоко в гората, било откъснато от останалите селища в региона, а снабдяването му с храна и животни било затруднено. Поради това жителите на селото написали до турския султан писмо, в което го молели да им разреши да се приместят на по-добро място. След като султанът разрешил, хората се преместили на сегашното място на селото, като запазили името на старото си селище. Изменили само първата дума, вместо „гяур“ българите го нарекли „каур“, и така станало „Кауралан“. Това име се използвало дълго време и след Освобождението на България от османска власт през 1878 г. С. Кауралан е в пределите на България от 1885 г. С указ 462 от 21 декември 1906 година е преименувано на сегашното с. Българска поляна. пощенски код 6569.

## Население
1980 г. – 501 жители.
1987 г. – 412 жители.

## Културни и природни забележителности
В землището на селото са открити множество долмени и тракийски надгробни могили http://www.woofiles.com/dl-217555-VpG5zPYV-BGpolqna.JPG Архив на оригинала от 2016-03-04 в Wayback Machine..